# 秋光奏鳴曲
《秋光奏鳴曲》（瑞典語：Höstsonaten）是一部瑞典導演英格瑪·柏格曼所執導的1978年電影，是他的代表作之一。

## 劇情
Eva是一位家庭主妇，她与丈夫Viktor以及身患残疾的姐姐Helena三人住在一起。有一天，身为钢琴家的母亲Charlotte来到Eva家里暂住几天。就在短短的几天里，母女二人展开了多次对话，揭开了她们不幸的生活往事和彼此的矛盾。

## 角色
- Ingrid Bergman – Charlotte Andergast，Eva的母亲，钢琴家
- Liv Ullmann – Eva
- Lena Nyman – Helena，Eva的姐姐，残疾人
- Halvar Björk – Viktor，Eva的丈夫
- Marianne Aminoff – Charlotte的私人助理
- Arne Bang-Hansen – Uncle Otto
- Gunnar Björnstrand – Paul
- Erland Josephson – Josef
- Georg Løkkeberg – Leonardo
- Mimi Pollak – Piano instructor
- Linn Ullmann – 童年的Eva

## 奖项
- 金球獎最佳外語片
- 奥斯卡金像奖最佳女主角提名（Ingrid Bergman）、最佳原创剧本提名

## 外部連結
- 互联网电影数据库（IMDb）上《秋光奏鳴曲》的资料（英文）
- AllMovie上《秋光奏鳴曲》的资料（英文）
- 豆瓣电影上《秋光奏鳴曲》的資料 （简体中文）
- TCM电影资料库上《秋光奏鳴曲》的资料（英文）
- 爛番茄上《秋光奏鳴曲》的資料（英文）